# Urucuia
Urucuia is een gemeente in de Braziliaanse deelstaat Minas Gerais. De gemeente telt 12.203 inwoners (schatting 2009).

## Aangrenzende gemeenten
De gemeente grenst aan Arinos, Chapada Gaúcha, Pintópolis, Riachinho en São Romão.